# Giuseppe Pannilini
Giuseppe Pannilini (Siena, 30 dicembre 1742 – Pienza, 4 agosto 1823) è stato un vescovo cattolico italiano.

## Biografia
Figlio del Cav. Girolamo Pannilini e Faustina Pecci, Giuseppe Pannilini, avviatosi alla carriera ecclesiastica sin da giovanissimo, si dedicò agli studi teologici conseguendo la laurea dottorale nell'Università senese.
Dopo aver ottenuto il canonicato di Santa Maria di Provenzano pensò di recarsi a Roma per seguire la via della prelatura, ma ne fu dissuaso dallo zio Bernardino Pecci, monaco olivetano. Ben presto però la fama delle sue virtù cristiane e la sua dottrina gli avrebbero procurato la nomina a vicario ad causas della Diocesi di Arezzo dove, come in ogni altra Curia ecclesiastica, si giudicavano anche delle contese civili.
Successivamente fu chiamato Vicario Generale presso la Diocesi di San Miniato dove rimase due anni. Il Ciofi, che pubblicò alcuni cenni biografici di questo sacerdote, narra che tutto il tempo che gli restava libero dal suo ministero, Giuseppe l'occupava conversando con un dotto e pio ecclesiastico presso l'altare dell'Oratorio vescovile samminiatese dove soleva trascorrere anche molte notti dormendo sulla nuda terra.
Tali colloqui vertevano soprattutto sulle gravi questioni che allora tormentavano la Chiesa e cioè gli scismi provocati dai fautori e dagli avversari della Compagnia di Gesù; scismi che determinarono Clemente XIV a sacrificare questa istituzione sopprimendola ne 1771 con il Breve dominus ac redemptor noster, in ciò sollecitato anche dalle Corti di Francia, di Spagna e delle Due Sicilie.
Nello stesso anno 1771 Clemente XIV nominò il Pannilini Vescovo di Chiusi e di Pienza. Egli, dotato di notevole senso artistico, seppe unire alla cura delle anime la cura delle belle cose del passato in quelle terre ricche di ricordi e di storia e compreso dell'importanza del suo compito scelse come consiglieri e collaboratori i migliori per capacità e probità unendo con somma liberalità le proprie rendite a quelle del vescovado.
Le sue virtù sarebbero venute a conoscenza del Granduca di Toscana Pietro Leopoldo che ebbe di lui grande stima e fu largo di elogi. Da lui ottenne la costruzione di una comoda strada che unì Pienza a Chiusi passando per Montepulciano e per Chianciano, con lieve aggravio della Comunità, in quanto la massima parte delle spese venne sostenuta dal regio erario. Fu quello il primo vantaggio economico-sociale per gli abitanti di quella zona cui fece seguito la cessione gratuita dei terreni della Val di Chiana bonificati e resi salubri dal Granduca in base al piano idraulico-agrario di Vittorio Fossombroni.
Il Vescovo stesso presenziava i lavori di agricoltura che dovevano rendere fertili quei terreni che in passato furono sterili paludi; fece selciare molte strade, ricostruire case coloniche decadenti. soste, are terreni regolando il deflusso delle acque. Fondò inoltre due istituti di educazione per le fanciulle: l'uno in Chiusi e l'altro in Pienza dove fondò l'Accademia ecclesiastica nella sede dell'ex Convento di San Francesco già soppresso il 2 novembre 1788. Questa istituzione, alla quale il Vescovo Pannilini assegnò tutte le rendita della francescana. accolse i chierici di Pienza e Chiusi fino a che, per Sovrano Rescritto del 5 luglio 1792 venne trasformata in Seminario amministrato dal Vescovo stesso. Ad aumentare il patrimonio del nuovo Seminario vennero aggiunti i fondi della soppressa comunità conventuale di Radicofani e alcune rendite di un piccolo Seminario allora esistente a Chiusi che fu riunificato a quello di Pienza.
Giuseppe Pannilini istituì scuole per l'istruzione gratuita dei giovani nelle lettere, nella filosofia e negli studi sacri. Favorì, inoltre, la diffusione del muto insegnamento e a tal fine acquistò un adatto locale: dotò del proprio i maestri e si mantenne in attiva corrispondenza con l'istituto similare sorretto in Firenze.
Compilò per sua Diocesi un ottimo Catechismo, stimabile per semplicità e chiarezza; scrisse Omelie e Pastorali: dottissime la pastorale per l'apertura del Seminario Vescovile di Pienza; assai notevole l'altra letta il giorno della SS. Trinità nella Chiesa della insigna collegiata di Sarteano in occasione del ritorno al trono di Toscana del Granduca Ferdinando III, nel quale il Pannilini vedeva il principe meglio adatto a rendere prospero e felice il regno.
Nel 1786 fu tra i vescovi della Toscana che aderirono apertamente alle riforme ecclesiastiche proposte da Scipione De' Ricci vescovo di Pistoia e Prato e sostenute con fermezza dal Granduca Pietro Leopoldo che intendeva soprattutto di modificare il sistema di vita monacale. Tali proposte originarono una lunga controversia tra il Sovrano e la Curia Romana, ma il Granduca, per tagliar corto, nel 1786 convocò in Pistoia il Sinodo dei Vescovi della Toscana. Al solenne convegno, presieduto dal Ricci, vennero discusse le proposte imbevute di contenuto liberale, umanitario, ed ugualitario del movimento enciclopedico, che riproducevano ampi tratti del giansenismo già espresso con le riforme del clero gallicano statuite fin dal 1682.
Il Vescovo Pannilini, come tutti gli altri aderenti al Sinodo di Pistoia aveva creduto nella bontà delle proposte intese a conservare la purità della dottrina e il rigore della disciplina in seno alla Chiesa. Ma non poche preoccupazioni e dispiaceri ne ebbe. Il Pontefice Pio VI, contrario alla dottrina giansenista, condannò quelle riforme con la Bolla del 28 agosto 1790, ritenendole erronee, temerarie e ingiuriose per la Santa Sede. In conseguenza di ciò il Vescovo Pannilini, per obbedienza, ritrattò quanto aveva dichiarato e sottoscrisse una piena adesione alla Bolla Pontificia: il che gli valse a riconciliarsi con la Corte Romana.
Morto Pio VI, nel 1799, il di lui successore Pio VII, che ritornava dalla Francia, si fermò a Radicofani dove il vescovo Pannilini non mancò di recarsi, essendo Radicofani nella giurisdizione della Diocesi di Chiusi e di Pienza, a rendere omaggio al Pontefice che per un giorno intero aveva sostato in quel castello.
Nel 1801 ricevette il Cavalierato dell'Impero francese decretatogli da Napoleone.
Giuseppe Pannilini mancò ai vivi il 4 agosto 1823, il quarantottesimo anno della sua lunga carriera ecclesiastica, compianto e benedetto dal suo popolo al quale fu esempio di vita operosa e di carità cristiana. Sebbene i suoi meriti fossero molti, visse una vita modesta destinando il suo patrimonio domestico e le sue rendite vescovili alla carità senza aspirare mai agli onori.
“Un'imprevista cagione lo richiamò a Pienza nel luglio 1823. Colà giunto cadde in leggera malattia di petto. Senza apprezzarla, come era suo stile e facendosi superiore al male, si prestava come da sano alle ingerenze del suo ministero. Intanto la febbre cresceva, i sintomi allarmavano e i medici lo persuasero a stare a letto e a munirsi del viatico…..Confortati i suoi alla fede, placidamente morì nel bacio del Signore al 4 d'agosto del 1823, l'anno ottantaduesimo di sua età e quarantottesimo del suo episcopato…”
Presso il popolo di Chiusi vive ancora il ricordo del Pastore benefico tramandatosi di padre in figlio. I più vecchi raccontano un episodio della sua santa vita. In una gelida sera d'inverno il Vescovo, tutto solo, faceva ritorno dall'avere certamente compiuta un'opera di bene risalendo a fatica un sentiero, quando gli apparve dianzi un povero vecchio coperto di stracci e tremante dal freddo: i suoi occhi imploravano soccorso. Il Vescovo ripeté il gesto compiuto da S. Martino alla Porta di Amiens: si tolse il mantello e ne coprì il poveretto, il cui volto, trasfigurato, parve quello di Gesù.

## Genealogia episcopale
La genealogia episcopale è:
- Cardinale Scipione Rebiba
- Cardinale Giulio Antonio Santori
- Cardinale Girolamo Bernerio, O.P.
- Arcivescovo Galeazzo Sanvitale
- Cardinale Ludovico Ludovisi
- Cardinale Luigi Caetani
- Cardinale Ulderico Carpegna
- Cardinale Paluzzo Paluzzi Altieri degli Albertoni
- Papa Benedetto XIII
- Papa Benedetto XIV
- Papa Clemente XIII
- Cardinale Pietro Colonna Pamphili
- Vescovo Giuseppe Pannilini